# Andersonville (Georgie)
Andersonville je město v Sumter County, v Georgii, ve Spojených státech amerických. V roce 2011 žilo ve městě 255 obyvatel. Město se nachází v jihozápadní části státu.

## Demografie
Podle sčítání lidí v roce 2000 žilo ve městě 331 obyvatel, 124 domácností, a 86 rodin. V roce 2011 žilo ve městě 118 mužů (46,3%), a 137 žen (53,7%). Průměrný věk obyvatele je 42 let.